# 50 Virginia
50 Virginia este un asteroid de tip Ch (X) din centura de asteroizi. A fost descoperit de James Ferguson la 4 octombrie 1857, la Washington. Este numit după Verginia (o nobilă din Roma antică ucisă de tatăl ei) sau după statul american Virginia, care este învecinat cu statul Washington.